# 2020年黑色星期四
2020年黑色星期四是发生在2020年国际金融恐慌期间的一场。3月12日当天美国，全球股市创下自1987年黑色星期一以来最大单日百分比跌幅，和3日前发生的黑色星期一一样，当天暴跌原因是全球新型冠状病毒疫情的暴发。此外，由于周三晚美国总统特朗普宣布除了英国和爱尔兰，周五（13日）起来自26个《申根公约》国家的旅客将被限制入境美国30天，众多投资者对市场感到失望加速了股价的下跌。

## 背景
2009年3月9日，全球股市触及经济大衰退以来的最低点，自此之後，除了少数几次事件如中美贸易战、欧洲主权债务危机、英国脱欧谈判之外，美国股票市场保持了持续長達11年的牛市，而屢創新高。
进入2020年，由于2019冠状病毒病疫情逐渐开始在中国以外地区蔓延，2月24日，道琼斯指数和富时100指数当日跌幅超过3%，並在之後的一週內經歷的2008年金融危機以來最差的表現。
2020年3月9日，即黑色星期一，当日由于新型冠状病毒疫情和沙特阿拉伯、俄罗斯石油生产分歧，油價瞬間暴跌，引致全球股市创下自2008年经济大衰退以来最大单日跌幅。美股三大指数开盘后全线下跌，其中纳斯达克指数跌7.2%。道瓊斯指數跌幅為7.79%，创下次贷危机之后的最大跌幅。标普500指数跌7%，历史上第二次触发熔断机制，美股三大股指全部暂停交易15分钟。
2020年3月11日，道琼斯指数进入熊市（自最高点後超过20%跌幅）。同日，美国总统特朗普宣布，除了英國和愛爾蘭，周五（13日）起來自26個《申根公約》國家的旅客將被限制入境美國30天。在作出决定前，特朗普并未提前通知欧盟，有评论指出，特朗普的經濟和防疫政策突變，難以緩解投資者對前景的憂慮。

## 股市下跌

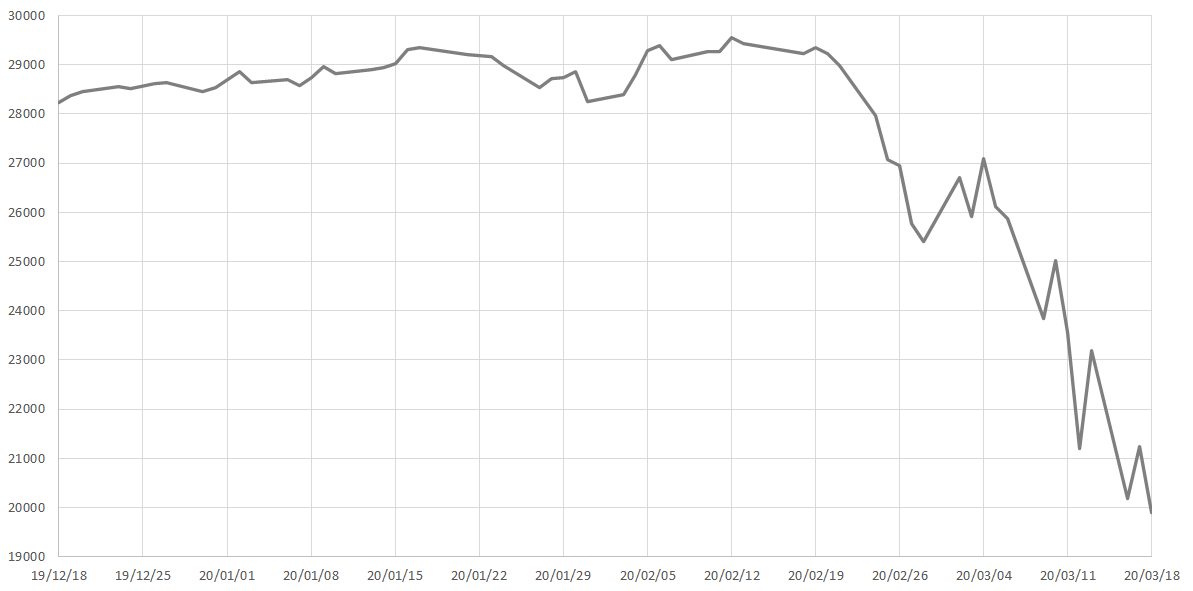
道琼斯指数2019年12月-2020年3月，其在2月创下最高後连续暴跌

2020年3月12日，开盘不到6分钟，美股市场即暴跌7.2%，再度触发一级熔断，暂停交易15分钟，為史上第三次，上一次要追朔到2020年3月9日，以及1997年10月27日。重新交易后，市场在美联储盘中宣布将向金融体系注入至多1.5万亿美元的流动性後短暂回升，可是随後股市跌幅更大，截至收盘，道琼斯指数跌9.99%（2352.6点），直接打破2008年紀錄，创下1987年黑色星期一以来最大单日跌幅。該記錄四日後又被打破。
美国以外市场，据不完全统计已有11个国家股市于一天内发生熔断，如泰国、菲律宾、韩国、巴基斯坦、印尼、巴西、加拿大等。多伦多股市12日经历了该股市迄今为止最黑暗的一天，综合股指暴跌1761点，收盘于12508点，跌幅达12.3%，创下该股市1940年以来最大的单日跌幅。欧洲主要股指集体重挫，德国DAX指数、法国CAC40指数、欧洲斯托克50指数均收跌超12%，英国富时100指数跌近10%。意大利富时指数收盘大跌近17%。欧洲斯托克600指数收跌11%，为史上最大单日跌幅。据加密货币交易平台Bitstamp数据，比特币单价报约5933美元，24小时暴跌1926美元，跌幅超过四分之一，创下7年内最低值。
2020年3月13日，受隔夜华尔街出现历史性下跌影响，周五早盘亚洲股市集体重挫，韩国Kospi综合指数早盘暴跌8%，触发熔断。日本日经225早盘也下跌超6％，重挫至2016年11月以来最低水平；东证指数也下跌了6.15％。澳洲股市也遭抛售，澳大利亚ASX 200早盘下跌超过7％，已从上个月的高位下跌30%跌入熊市。

## 措施
在美股崩溃的背景下，美联储临时宣布增加回购操作，向金融体系注资逾1万亿美元，以应对疫情带来的潜在流动性紧缺。纽约联储表示，本周将推出1.5万亿美元的新回购操作，并开始购买一系列各年期美债，作为每月购债操作的一部分。首先在周四进行5000亿美元的三个月期回购操作，周五将再进行5000亿美元一个月期回购和5000亿美元三个月期回购操作。